# Paul Wilkinson (Fußballspieler)
Paul Wilkinson (* 30. Oktober 1964 in Louth) ist ein ehemaliger englischer Fußballspieler. Der athletische und kopfballstarke Stürmer gewann 1987 mit dem FC Everton die englische Meisterschaft, hatte aber erst bei Vereinen wie dem FC Watford und dem FC Middlesbrough seine beständigsten Erfolge als Torjäger.

## Sportlicher Werdegang

### Grimsby Town (1982–1985)
Seine ersten Erfahrungen im organisierten Vereinsfußball machte Wilkinson in der zentralöstlich gelegenen englischen Hafenstadt Grimsby, rund 25 Kilometer von seinem Geburtsort Louth in der Grafschaft Lincolnshire gelegen. Noch als Schüler trainierte er ab Februar 1980 im Nachwuchsbereich von Grimsby Town und nach dem Erhalt eines Ausbildungsvertrag im Juli 1981 wurde er zur Saison 1982/83 in den Profikader befördert. Am 25. Januar 1983 gab er gegen im heimischen Blundell Park seinen Ligaeinstand und der junge Stürmer schoss beim 1:1 gegen Charlton Athletic direkt sein erstes Tor für den Zweitligisten. An der Seite seines Sturmpartners Kevin Drinkell eroberte sich Wilkinson in der folgenden Spielzeit 1983/84 einen Stammplatz und wie auch Drinkell war er in der dann folgenden Saison 1984/85 mit 14 Meisterschaftstreffer Toptorjäger seiner Mannschaft; dazu waren ihm vier Tore in der Pokalwettbewerben gelungen. Zu diesen Pokaltoren hatte auch der überraschende 1:0-Siegtreffer im Ligapokal gegen den Erstligisten FC Everton gezählt, der letztlich mitausschlaggebend dafür war, dass Everton ihn Ende März 1985 nach Merseyside lockte.

### Everton, Nottingham & Watford (1985–1991)
Die Ablösesumme von 250.000 Pfund ließ sich Trainer Howard Kendall für den Neuzugang aus Grimsby kosten und fünf Tage nach seinem Einstand für die englische U-21-Auswahl wurde er am 30. März 1985 gegen den FC Southampton erstmals für die „Toffees“ eingewechselt. In den verbleibenden Partien der Meistersaison 1984/85 erhielt Wilkinson jedoch nur seltene Bewährungschancen und die insgesamt fünf Ligaauftritte waren zu wenig für den offiziellen Erhalt einer Medaille. An seinem „Schicksal“ änderte sich auch im anschließenden Jahr wenig, da er die im Sturm bevorzugten Graeme Sharp und Gary Lineker nicht zu verdrängen in der Lage war. Als dann Lineker den Klub zur Saison 1986/87 in Richtung FC Barcelona verließ, bot sich ihm die erhoffte Chance, aber die Ausbeute von gerade einmal drei Toren aus 22 Ligaspielen waren nicht ausreichend und so wechselte er für 200.000 Pfund zum Ligakonkurrenten Nottingham Forest. In den restlichen Begegnungen gewann Everton erneut den englischen Ligatitel und auch Wilkinson hatte sich aufgrund seines größeren Beitrags nun für die Medaille „qualifiziert“.
Auf den sportlichen Durchbruch in der höchsten Spielklasse wartete Wilkinson aber auch in Nottingham vergeblich und in den nicht einmal anderthalb Jahren schoss er in 34 Ligaspielen nur fünf Tore. Als dann mit Steve Harrison der Trainer des Zweitligisten FC Watford Interesse anmeldete und ihm eine Perspektive in einer Mannschaft, die um den Aufstieg spielen sollte, offenbarte, zögerte dieser nicht lange und wechselte im August 1988 in die nördlich von London gelegene Stadt. In den folgenden drei Jahren blieb dieses Ziel zwar unerreichbar und nach einem knapp im Playoff gegen die Blackburn Rovers verpassten Aufstieg 1989 rangierte die Mannschaft zumeist im unteren Mittelfeld, aber Wilkinson selbst entwickelte sich zum zuverlässigen Torjäger, der in drei aufeinanderfolgenden Jahren jeweils die meisten Treffer für die „Hornets“ erzielte. An seiner Seite stürmten Spieler wie Dave Bamber, Garry Thompson, Dean Holdsworth und Iwan Roberts, aber vor allem mit Gary Penrice harmonierte er gut. Im Sommer 1991 zog es ihn schließlich für 550.000 Pfund innerhalb der zweiten Liga zum FC Middlesbrough.

### FC Middlesbrough (1991–1996)
Bei „Boro“ war Wilkinson sofort Stammspieler, agierte in allen 59 Pflichtspielen der Saison 1991/92, wurde kein einziges Mal ausgewechselt und erzielte 24 Tore. Die beiden sportlichen Höhepunkte waren dabei einerseits das Erreichen des Halbfinals im Ligapokal, das nur knapp in der Verlängerung gegen Manchester United verloren ging, und über die Vizemeisterschaft der Aufstieg in die neu geschaffene Premier League. Dabei hatte er mit seinem Tor zum 2:1-Endstand gegen die Wolverhampton Wanderers am letzten Spieltag maßgeblichen Anteil am zweiten Rang. Erstmals in seiner aktiven Laufbahn war er nun in einer Erstligamannschaft als Mittelstürmer „gesetzt“, aber auch seine 14 Ligatreffer verhinderten nicht, dass es für den FC Middlesbrough als Vorletzter auf direktem Weg wieder in die zweite Liga ging. Dort nahm Wilkinson einen erneuten Anlauf und in der Saison 1993/94 schoss er weitere 15 Ligatore. Boro verpasste jedoch knapp die Play-off-Plätze, aber im Jahr darauf gelang über die Zweitligameisterschaft die Rückkehr in die Premier League. Dabei hatte Wilkinson speziell zu Saisonbeginn noch einen großen Anteil gehabt, bevor Verletzungen und zunehmende Konkurrenz dafür sorgten, dass sein Stammplatz unter Druck geriet. Da er in Middlesbrough nun nicht mehr häufig zum Einsatz kam und er sich zudem von einer Knieverletzung erholte, lieh ihn der Klub in der Saison 1995/96 gleich dreimal aus. Dabei half er gleichsam bei den Zweitligisten Oldham Athletic (ab Ende Oktober 1995), Ex-Klub FC Watford (ab Anfang Dezember 1995) und zuletzt Luton Town (ab Ende März 1996) aus, ohne jedoch mit Ausnahme zweier Pflichtspieltore für Oldham einen nachhaltigen Eindruck zu hinterlassen.

### Die letzten Profijahre (1996–2000)
Ablösefrei wechselte Wilkinson dann im Juli 1996 zu dem ebenfalls in der zweiten Liga spielenden FC Barnsley und gemeinsam mit seinem ehemaligen Boro-Sturmpartner John Hendrie ging er derart erfolgreich auf Torejagd, dass er noch einmal zu einem entscheidenden Faktor in einem Aufstiegskampf entwickelte und seinem neuen Arbeitgeber die erste Teilnahme an der höchsten englischen Spielklasse in seiner Geschichte ermöglichte. Dabei waren nicht nur seine Qualitäten als „Stoßstürmer“ gefragt; auch mit seiner Bereitschaft, in der Defensive auszuhelfen, hatte er sich einen guten Namen gemacht. In der Premier League musste er dann den Neuverpflichtungen Platz machen und im September 1997 ging es für ihn für 150.000 Pfund zum Drittligisten FC Millwall. In seiner kurzen Zeit dort spielte er an der Seite von Akteuren wie Paul Shaw und Kim Grant, bevor sich im Sommer 1998 der Ligakonkurrent Northampton Town seine Dienste sicherte. Aufgrund eines Kieferbruch verzögerte sich sein Debüt dort bis Ende September 1998 und eine weitere Knöchelverletzung im Dezember, die eine Operation notwendig machte, ließ Wilkinson erst spät in der Saison 1998/99 zu seinen letzten Profieinsätzen kommen. Ohne noch einmal in der Spielzeit 1999/2000 zum Zuge gekommen zu sein, endete Wilkinsons aktive Laufbahn im Juni 2000.
Anschließend wechselte er ins Trainerfach, in dem er fortan zumeist Reserve- oder Jugendmannschaften von Profiklubs zu betreuen begann. Nach diesbezüglich ersten Erfahrungen bei Leeds United und Grimsby Town übernahm er 2003 die zweite Mannschaft von Cardiff City.

## Titel/Auszeichnungen
- Englische Meisterschaft (1): 1987
- Charity Shield (1): 1986